# Joseph Rulot
Joseph Rulot, né le 29 janvier 1853 à Liège, mort le 16 février 1919 à Herstal, est un sculpteur belge. Il est aussi professeur de sculpture à l'Académie royale des beaux-arts de Liège de 1904 à 1919.

## Biographie
Formé à l'Académie des beaux-arts de Liège (1871-1881), il travaille principalement dans sa ville natale. Son œuvre, proche du courant symboliste, est surtout constituée d'esquisses et de projets ; il est néanmoins l'auteur de quelques œuvres dans l'espace public. Il est nommé professeur à l'Académie des beaux-arts de Liège en 1904, remplaçant Prosper Drion, et y enseigne la sculpture jusqu'à son décès en 1919. À ce moment le cours de sculpture statuaire se divise en deux groupes, qui se répartissent entre Georges Petit et Oscar Berchmans.
Il est inhumé au Cimetière de Robermont. Une rue de Liège porte son nom depuis 1922.

## Œuvres
- La Légende, dans le parc de la Boverie à Liège.
- Pietà sur la tombe de la famille Bouvy, dans le cimetière de Robermont à Liège.
- Tête d'enfant, bas-relief, 1905.